# Lahage (België)
Lahage is een plaatsje in de Belgische streek de Gaume in de Provincie Luxemburg in de gemeente Tintigny. De plaats had op spoorlijn 165 ook een station Lahage.
Deelgemeenten: Bellefontaine · Rossignol · Saint-Vincent · Tintigny

Overige dorpen: Ansart · Breuvanne · Han · Lahage · Poncelle

Belgische gemeenten · Arrondissement Virton · Luxemburg · Wallonië
```
(België)
```